# Chelidoptera
Chelidoptera is een geslacht van vogels uit de familie baardkoekoeken (Bucconidae).

## Soorten
Het geslacht kent de volgende soort:
- Chelidoptera tenebrosa – Zwaluwbaardkoekoek